# تناسق ملامح الوجه
تناسق ملامح الوجه (بالإنجليزية: Facial symmetry)‏ يُعد أحد المقاييس المحددة لتناسق الجسم بشكل عام، ويُعتبر من العوامل المؤثرة في الحكم على الصفات الجمالية مثل الجاذبية الجسدية والجمال، إلى جانب خصائص أخرى كالمظهر الوسيط (عدم المبالغة في سمات الوجه) وعلامات الشباب. وقد أظهرت الدراسات أن الأفراد يميلون لتفضيل الوجوه المتناسقة عند اختيار شريك الحياة.
يُعرّف التناسق الثنائي لملامح الوجه غالبًا من خلال ما يُسمى بعدم التناسق العشوائي، ويُقصد به الفروقات الطفيفة والعشوائية في ملامح الوجه بين الجانبين الأيسر والأيمن.
كما أن الوجه البشري يتمتع بدرجة معينة من عدم التناسق المنتظم والاتجاهي، حيث أظهرت الدراسات أن متوسط تموضع بعض الأعضاء الوجهية كالفم والأنف والعينين يكون مائلًا باتجاه الجانب الأيسر من محور الرأس المار عبر الأذنين، وتُعرف هذه الظاهرة في الطب بمصطلح "عدم التناسق الأذني الوجهي".

## عدم التماثل الاتجاهي
عدم التماثل الاتجاهي هو نمط من عدم التماثل يكون منتظمًا عبر الكائنات الحية في النوع الواحد.
في هذه الحالة، يكون متوسط التوزيع داخل السكان غير متماثل، بل يميل بشكل إحصائي واضح إلى جهة محددة أكثر من الأخرى. هذا يعني أن الأفراد يمكن أن يظهروا متماثلين، أو حتى يميل عدم التماثل لديهم إلى الجهة العكسية، ولكن الغالبية يظهر لديهم الانحراف نحو نفس الجهة. العلاقة بين عدم التماثل الاتجاهي وعدم التماثل العشوائي تشبه إلى حد كبير العلاقة بين الدقة والضباطة في القياسات العلمية.
توجد أمثلة واضحة على هذا النوع من عدم التماثل في الدماغ (عزم دوران ياكوفليفان)، وفي العمود الفقري، وكذلك في الأعضاء الداخلية للجسم، كما توضح نظرية الالتواء المحوري، إضافة إلى ظهوره في العديد من الحيوانات الأخرى.

### عدم التماثل السمعي الوجهي

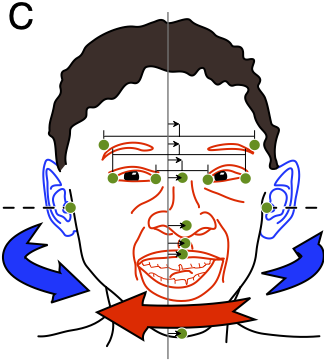
مخطط مبالغ فيه لعدم تماثل الوجه والأذن كما تنبأت به نظرية الالتواء المحوري.أثناء مراحل تكون الجنين والنمو، يُتوقَّع أن تتحرك عناصر الوجه (باللون الأحمر) نحو المركز قادمة من الجهة اليسرى، وذلك بالنسبة للمستوى الوسيط الواقع بين الأذنين.

مصطلح "عدم التماثل السمعي الوجهي" مشتق من الكلمة اللاتينية "أو-رِس" والتي تعني "الأذن"، "فاشييس".
والتي تعني "الوجه"، وهو أحد الأمثلة على عدم التماثل الاتجاهي في الوجه. ويشير إلى ميل ملامح الوجه مثل العينين، الأنف، والفم نحو الجهة اليسرى مقارنة بمحور الأذنين. أي أن متوسط تموضع ملامح الوجه يميل قليلًا إلى اليسار، مما يجعل الجانب الأيمن من الوجه يبدو أكبر حجمًا نسبيًا من الجانب الأيسر. هذا الانحراف يكون أوضح لدى حديثي الولادة، ثم يقل تدريجيًا مع النمو.

### التركيب التشريحي والتعريف
بخلاف عدم التماثل العشوائي، فإن عدم التماثل الاتجاهي يتميز بانتظامه، حيث يميل الانحراف داخل المجموعة السكانية إلى جهة محددة بشكل أكبر من الجهة الأخرى، مع وجود دلالة إحصائية لهذا الميل. أي أن معظم الأفراد في النوع الواحد يظهر لديهم عدم التماثل متجهاً لنفس الجهة، رغم وجود بعض الأفراد الذين قد يكونون متماثلين أو منحرفين للجهة العكسية (كما هو الحال في ظاهرة تفضيل اليد اليمنى أو اليسرى).
العلاقة بين التماثل الاتجاهي والتماثل التذبذبي يمكن مقارنتها بمفهومي الدقة و الضباطة في القياسات التجريبية.
يُعرَّف عدم التماثل السمعي الوجهي بأنه موقع ملامح الوجه — مثل الفم، الأنف، والعينين — بالنسبة للمستوى الوسيط الذي يمر عبر محور الأذنين. ويُقاس عدم التماثل هذا باستخدام الزوايا (بالدرجات)، أي كم درجة تنحرف فيها العلامات التشريحية للوجه (مثل قمة الأنف) أو أزواج العلامات (مثل الزاويتين الداخليتين للعينين) بعيدًا عن الخط الوسيط بين الأذنين.

### درجة عدم التماثل وتطوره عبر مراحل العمر
عادةً، يكون مقدار عدم التماثل السمعي الوجهي أكبر في العينين مقارنة بالأنف.

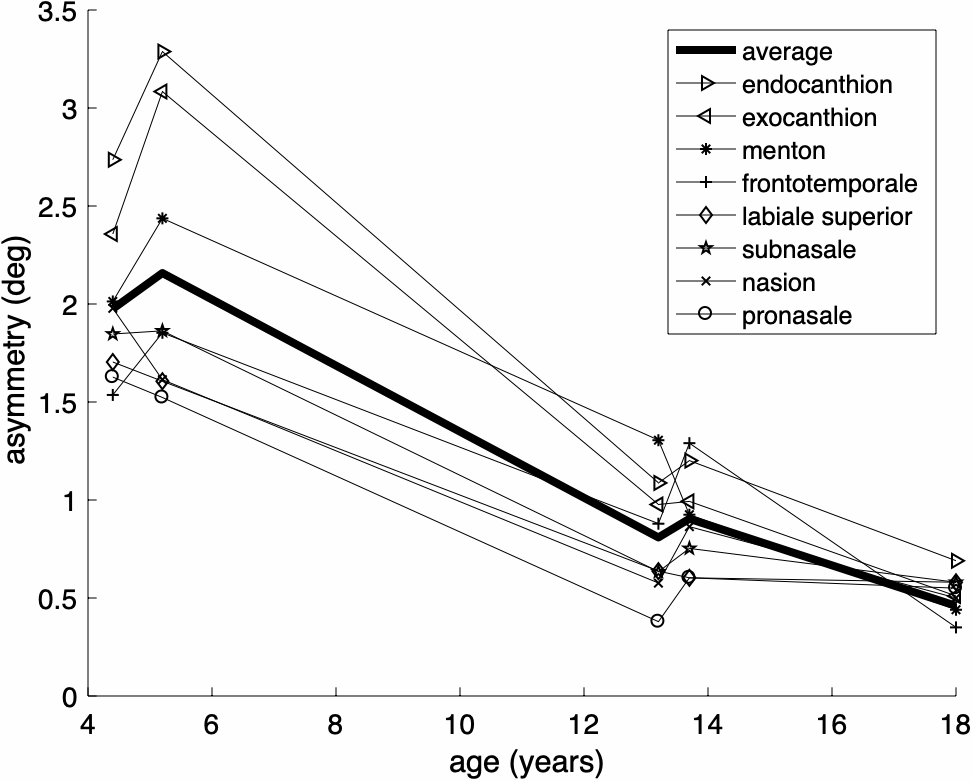
الانخفاض التدريجي في عدم تماثل الوجه والأذن مع التقدُّم في العمر حتى بداية مرحلة البلوغ.
المصدر: الشكل رقم 3 من دراسة لوسانيت وأوسي (2012)، والبيانات من كلينجنبرج وزملائه (2010).

وتشير الدراسات إلى أن النمو غير المتماثل عند البشر يؤدي إلى انخفاض تدريجي في هذا النوع من عدم التماثل مع مرور الوقت، حيث ينخفض المتوسط من حوالي درجتين (2°) عند الولادة إلى نحو نصف درجة (0.5°) في البالغين.

### النظرية والتطور
اُكتشِف عدم التماثل السمعي الوجهي بعد أن تُنبِأ بوجوده بناءً على نظرية الالتواء المحوري. ووفقًا لهذه النظرية، يرتبط عدم التماثل في ملامح الوجه بعزم دوران ياكوفليفيان في المخ، وبتموضع القلب والأمعاء غير المتماثل، وبانحناء العمود الفقري.
وتفترض النظرية أن هذا النمط من عدم التماثل شائع في الفقاريات، رغم أن هذا الافتراض لم يُختبَر بشكل كافٍ حتى الآن.
يحدث الالتواء المحوري في مرحلة مبكرة من تطور الجنين، بعد انتهاء تكوّن الأنبوب العصبي مباشرة، حيث تدور المنطقة الأمامية للرأس نصف دورة حول المحور الطولي للجسم في اتجاه عكس عقارب الساعة (عند النظر من الذيل نحو الرأس)، في حين تدور بقية أجزاء الجسم، ما عدا القلب والأمعاء، نصف دورة في اتجاه عقارب الساعة. وبما أن منطقة الالتواء تقع بين منطقة الأذنين ومنطقة الدماغ الأمامي والوجه، فقد توقعت النظرية أن الوجه ينمو من الجهة اليسرى باتجاه الخط الوسيط، وهو ما أكدته الدراسات لاحقًا.

## عدم التماثل المتذبذب
عدم التماثل العشوائي
عدم التماثل العشوائي يشير إلى التفاوت غير المنتظم لمواضع العلامات التشريحية لملامح الوجه بالنسبة للمحور الوسيط للوجه، أي الخط العمودي على الخط الواصل بين العينين، والذي يمر عبر قمة الأنف والذقن.
اُستخدِمت مجموعة متنوعة من الطرق لدراسة الادعاء القائل بأن التماثل في ملامح الوجه يلعب دورًا في تقدير الجاذبية. من بين هذه الطرق: دمج عدة صور وجوه لإنشاء صورة مركبة، وأيضًا تقنية عكس نصف الوجه، حيث يُستخدَم صورة النصف الأيمن أو الأيسر لإنشاء وجه متماثل تمامًا.

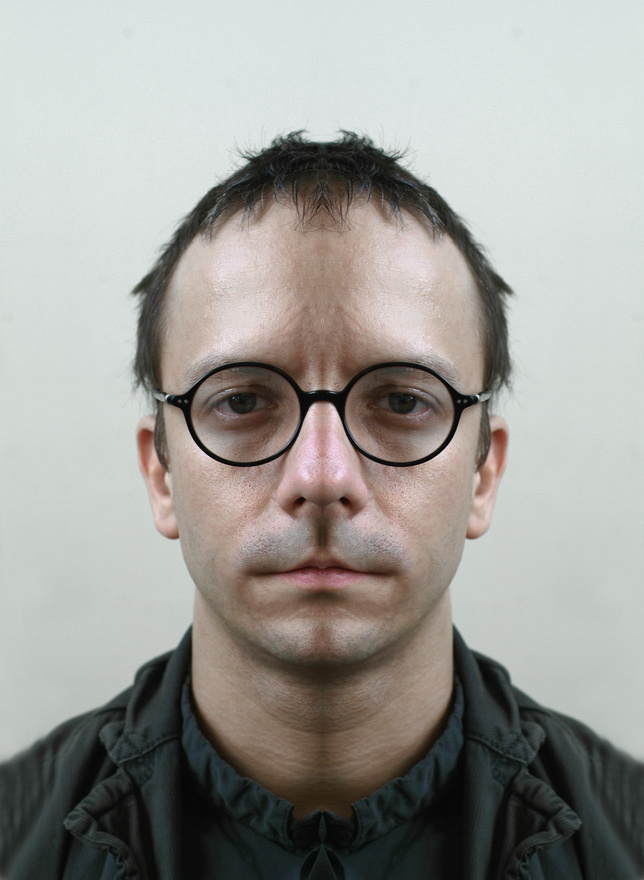
اثنين من الجوانب اليمني
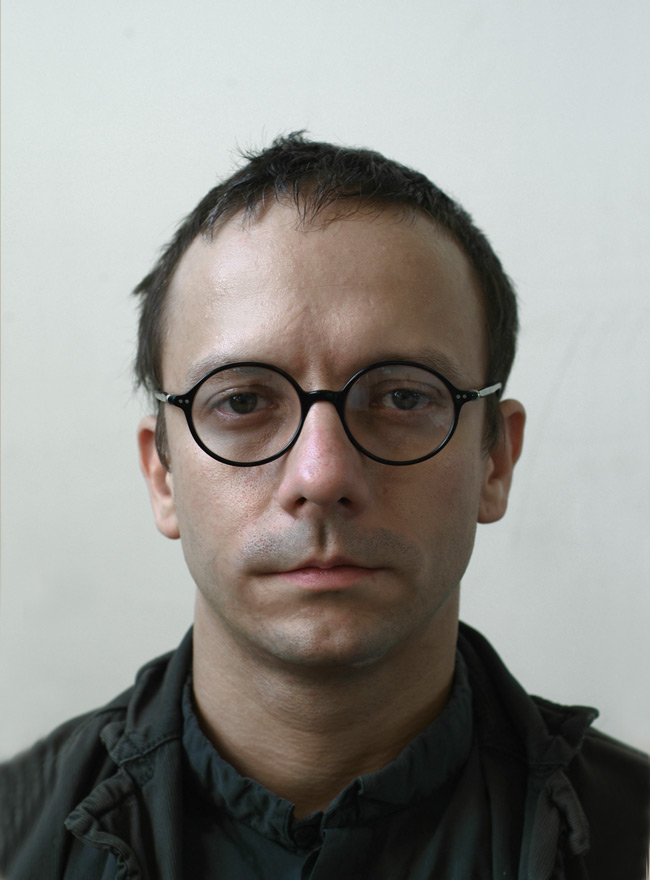
الأصلية
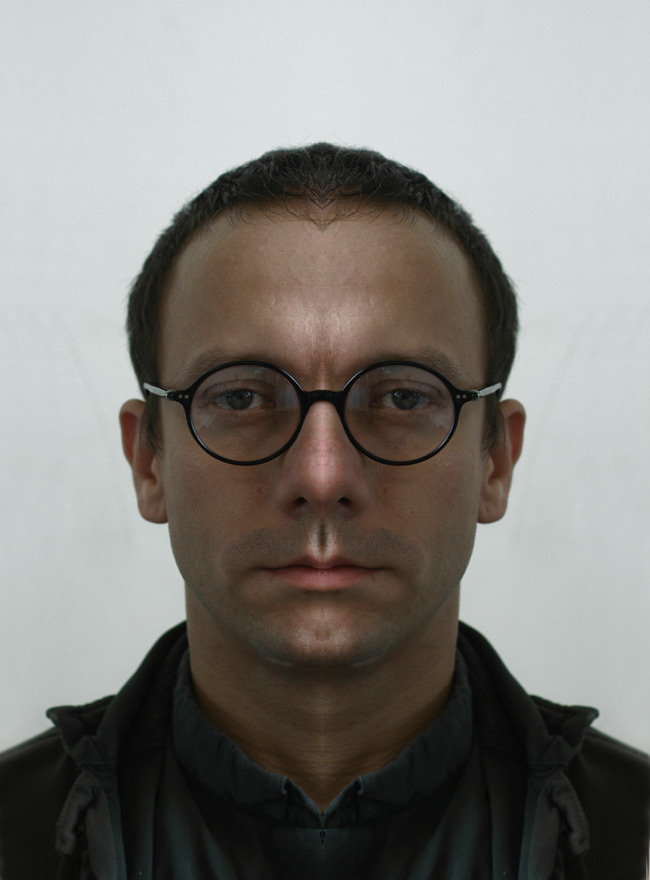
اثنين من الجوانب اليسري

مع ذلك، فإن الاستنتاجات المستخلصة من تقنية عكس نصف الوجه تعرضت للنقد، لأن هذه الطريقة تؤدي إلى تكوين ملامح صناعية وغير واقعية. فعلى سبيل المثال، إذا كان أنف الشخص مائلًا قليلًا نحو الجهة اليمنى، فإن استخدام صورة النصف الأيمن لعكس الوجه سينتج عنه أنف أكبر من الحجم الطبيعي، بينما استخدام النصف الأيسر سينتج عنه أنف صغير بشكل غير طبيعي.

### الجاذبية
أظهرت الدراسات أن تماثل ملامح الوجه يرفع من تقييم الجاذبية في الوجوه البشرية. حيث يُنظر إلى الوجوه الأكثر تماثلًا على أنها أكثر جاذبية سواء لدى الذكور أو الإناث، إلا أن التماثل يلعب دورًا أكبر في تحديد جاذبية الوجوه الأنثوية. وأثبتت الأبحاث أن الوجوه القريبة من التماثل الكامل تُعتبر أكثر جاذبية بشكل ملحوظ مقارنة بالوجوه غير المتماثلة.

### عدم تماثل ديناميكي
عدم التماثل الاتجاهي البارز يمكن أن يكون مؤقتًا.  فعلى سبيل المثال، أثناء التحدث، يُظهر معظم الأشخاص (نسبة تصل إلى 76%) حركة أكبر في جانب الفم الأيمن مقارنة بالجانب الأيسر. ويُعتقد أن السبب وراء ذلك يعود إلى اختلاف قوة الروابط العصبية المتقاطعة، حيث يتحكم النصف الأيسر من المخ (المسؤول عن الوظائف اللغوية) في الجانب الأيمن من الوجه.

### مقارنة بين متوسط ملامح الوجه والتماثل
أظهرت التجارب أن كلًا من تماثل ملامح الوجه ومتوسط هذه الملامح يساهمان بشكل مستقل في تعزيز الإحساس بالجاذبية.

### التقدم في العمر
يُعتبر تماثل ملامح الوجه أيضًا مؤشرًا فعالًا على التقدم المعرفي في العمر. حيث أن التغيرات التدريجية التي تحدث في الأنسجة الرخوة للوجه مع مرور الزمن تؤدي إلى زيادة وضوح عدم التماثل في الوجوه الأكبر سنًا. لذلك، فإن تعديل صور الوجوه الأكبر سنًا لجعلها أكثر تماثلًا يزيد عادة من مستوى جاذبيتها، بينما نفس التعديل عند تطبيقه على وجوه البالغين الشباب أو الأطفال يؤدي غالبًا إلى تقليل جاذبيتهم.

## علم الفراسة
علم الفراسة، أو قراءة ملامح الوجه، هو ممارسة تهدف إلى تقييم شخصية الفرد أو طباعه بناءً على مظهره الخارجي — وبالأخص ملامح الوجه. ويُصنَّف علم الفراسة حسب التعريفات العلمية المعاصرة ضمن العلوم الزائفة، ويُعتبر كذلك من قِبل الأوساط الأكاديمية بسبب افتقاره إلى أدلة علمية تدعم ادعاءاته.
وعلى الرغم من ذلك، لا يزال هذا الموضوع يُشكّل محورًا للأبحاث العلمية الجادة. ومن المهم ملاحظة أن وجود ارتباط إحصائي لا يعني بالضرورة وجود علاقة سببية مباشرة؛ فعلى سبيل المثال، إذا قام أشخاص بالحكم على شخصية صاحب صورة بناءً على درجة تماثل ملامح وجهه، فقد يكون ذلك ناتجًا عن تحيّز ثقافي وليس عن علاقة حقيقية بين الملامح والشخصية.

### العلاقة بين تماثل ملامح الوجه ونموذج العوامل الخمسة للشخصية
تشير الأبحاث إلى وجود ارتباط بين تماثل ملامح الوجه ونموذج العوامل الخمسة الكبرى للشخصية، والذي يتضمن الجوانب التالية:
1. الانفتاح على التجارب (مُبدع/فضولي مقابل ملتزم/حذر)
2. الضمير المهني أو التنظيم الذاتي (منظَّم/فعّال مقابل متساهل/مُهمِ
3. الانبساطية (اجتماعي/مُفعم بالطاقة مقابل مُنطوٍ/متحفّظ)
4. التوافق أو الميل إلى التعاون (ودود/متعاطف مقابل متحدٍّ/منفصل عاطفيًا)
5. العصابية (حسّاس/قلق مقابل مُستقر/واثق)

وقد أظهرت الدراسات وجود علاقة إيجابية بين تماثل ملامح الوجه والانبساطية، كما قُيِّمت من قِبل الآخرين اعتمادًا على الصور الفوتوغرافية، وكذلك من قِبل الأشخاص أنفسهم.
إضافة إلى ذلك، تُظهر الوجوه الأكثر تماثلًا تقييمات أقل فيما يتعلق بالعصابية، وأعلى فيما يخص التنظيم الذاتي والتوافق. ومن المثير للاهتمام أن الوجوه غير المتماثلة قُيِّمت على أنها أقل توافقًا من الوجوه ذات التماثل المتوسط، إلا أن الوجوه الأكثر تماثلًا قليلاً تراجعت أيضًا في تقييمات التوافق مقارنة بالوجوه المتوسطة التماثل.
كذلك، تميل الوجوه الأكثر تماثلًا إلى الحصول على تقييمات اجتماعية إيجابية بشكل أكبر، مثل كون الشخص "اجتماعي"، "ذكي"، أو "مفعم بالحيوية".

### تماثل ملامح الوجه والعوامل الشخصية الأخرى
لا تزال العلاقة بين تماثل ملامح الوجه وكلٍ من العصابية، والانفتاح، والتوافق، والتنظيم الذاتي، غير واضحة بشكل قاطع. حيث يبدو أن الانفتاح والتوافق يرتبطان سلبياً بتماثل ملامح الوجه، بينما لم يظهر أي ارتباط واضح بين تماثل ملامح الوجه وكلٍ من العصابية والتنظيم الذاتي.

### الثقة والكذب وتأثيرهما على ملامح الوجه
فيما يتعلق بالثقة، فقد أظهرت الدراسات أن عضلات الوجه تميل إلى فقدان توازنها عند الكذب، مما يُضعف التماثل اللحظي للوجه أثناء عملية الكذب.

## التطور والاصطفاء الجنسي
يُعتبر الاصطفاء الجنسي مفهومًا نظريًا ضمن نظرية التطور. ووفقًا لهذا المفهوم، يُعتقد أن اختيار الشريك يؤثِّر بعمق على تفضيل السمات الجسدية. ولا يُمكن أن يتأثَّر بالاصطفاء الجنسي إلا السمات التي يُمكن إدراكها من قِبل الشركاء المحتملين، مثل الرائحة، والسمع (كالأصوات أو الغناء)، والإبصار. وتُعد هذه السمات بمثابة مؤشرات موثوقة لحالة صحية كامنة مثل كفاءة الجهاز المناعي أو استقرار النمو.
وقد جرى اقتراح أن الوجوه الأكثر تماثلًا تُفضَّل لأن التماثل يُعتَبَر علامة موثوقة على تلك الخصائص الصحية الخفية.
إلا أن احتمال حدوث تماثل مرتفع في ملامح الوجه لا يُعزى دومًا إلى جودة العوامل الوراثية للفرد، بل ربما يكون ناتجًا عن غياب التعرُّض لعوامل إجهاد بيئية — مثل تناول الكحول — خلال مراحل تطوّر الجنين داخل الرحم.
وقد أُثبت أن الوجوه ذات التماثل الأعلى تُقيَّم على أنها أكثر صحة مقارنة بالوجوه الأقل تماثلًا. كذلك، أُثبت وجود علاقة إيجابية بين درجة تماثل ملامح الوجه وبين إدراك نضارة وصحة بشرة الوجه.
كما أُثبت أن عدم تماثل ملامح الوجه يرتبط بوجود ضغوطات فسيولوجية ونفسية وعاطفية.
وأظهرت بعض الأدلة أن تفضيلات الوجوه لدى البالغين قد تأثرت بالإصابة بعدوى خلال مرحلة الطفولة.

## روابط خارجية
- FaceResearch – Online studies on facial symmetry by researchers affiliated with University of Aberdeen (Scotland) School of Psychology, and University of St. Andrews (Scotland).
- "A facial symmetry plugin for the GIMP نسخة محفوظة 2019-04-05 على موقع واي باك مشين."—Try experimenting with facial symmetry, using open source software.
- "Psychological Image Collection at Stirling (PICS) Free Database of pictures of faces
- "FaceBase An interdisciplinary research consortium for facial symmetry
- "Tübinger Face Database An open research database of 200 merged 3-D faces
- "A facial symmetry app for iPhone Experiment with facial symmetry, using a free iPhone app.